# Панама на Олимпийских играх
Панама принимала участие в 16 летних Олимпийских играх. Дебютировала на Играх в Амстердаме в 1928 году. В зимних Олимпийских играх спортсмены Панамы участия не принимали. За время выступления на Олимпийских играх спортсмены Панамы завоевали 4 олимпийские медали: 1 золото, 1 серебро и 2 бронзы. Все медали были завоёваны в соревнованиях по лёгкой атлетике и Боксу.

## Медалисты
| Медаль  | Спортсмен      | Игры        | Вид спорта      | Дисциплина              |
| ------- | -------------- | ----------- | --------------- | ----------------------- |
| Бронза  | Ллойд Лабич    | 1948 Лондон | Лёгкая атлетика | 100 м, мужчины          |
| Бронза  | Ллойд Лабич    | 1948 Лондон | Лёгкая атлетика | 200 м, мужчины          |
| Золото  | Ирвин Саладино | 2008 Пекин  | Лёгкая атлетика | Прыжок в длину, мужчины |
| Серебро | Атейна Билон   | 2024 Париж  | Бокс            | до 75 кг (женщины)      |

## Медальный зачёт
| Игры        | Золото | Серебро | Бронза | Всего |
| ----------- | ------ | ------- | ------ | ----- |
| 1948 Лондон | 0      | 0       | 2      | 2     |
| 2008 Пекин  | 1      | 0       | 0      | 1     |
| 2024 Париж  | 0      | 1       | 0      | 1     |
| Итого       | 1      | 1       | 2      | 4     |